# Germigny-sur-Loire
Germigny-sur-Loire é uma comuna francesa na região administrativa de Borgonha-Franco-Condado, no departamento Nièvre. Estende-se por uma área de 18,69 km². Em 2010 a comuna tinha 778 habitantes (densidade: 41,6 hab./km²).